# Chaîne du Prince-Olav
La chaîne du Prince-Olav (en anglais : Prince Olav Mountains) est un massif montagneux de la chaîne de la Reine-Maud, dans la chaîne Transantarctique, en Antarctique. Son point culminant, le mont Wade, s'élève à 4 084 mètres d'altitude. Elle se trouve entre le glacier Shackleton à l'ouest et le glacier Liv à l'est.

## Sommets principaux
- Mont Wade, 4 084 m
- Mont Fisher, 4 080 m
- Pic Centennial, 4 070 m
- Mont Ray, 3 904 m
- Mont Sellery, 3 895 m
- Mont Oliver, 3 800 m
- Mont Campbell, 3 790 m
- Pic Jones, 3 670 m

## Histoire
La chaîne du Prince-Olav est découverte en 1911 par l'expédition Amundsen sur son itinéraire vers le pôle Sud et nommée en l'honneur du prince Olav V, futur roi de Norvège.